# Zeta Pegasi
ζ Pegasi (Zeta Pegasi, kurz: ζ Peg) ist ein Stern im Sternbild Pegasus. Er gehört der Spektralklasse B8 an und besitzt eine scheinbare Helligkeit von 3,41 mag. Zeta Pegasi ist ca. 230 Lichtjahre von der Erde entfernt. Der Stern trägt den historischen Eigennamen Homam (von arabisch سعد الهمام, DMG saʿd al-humām ‚Glück(sstern) des Mutigen‘).